# لازار اسفرا
لازار اسفرا (انگلیسی: Lazăr Sfera؛ ۲۹ آوریل ۱۹۰۹ – ۲۴ اوت ۱۹۹۲ (۸۳ سال)) بازیکن فوتبال اهل رومانی بود.
وی همچنین در تیم ملی فوتبال رومانی بازی کرده‌است.